# 統一教会信徒の拉致監禁問題
統一教会信徒の拉致監禁問題（とういつきょうかいしんとのらちかんきんもんだい）は、世界基督教統一神霊協会（統一教会、統一協会。2015年から世界平和統一家庭連合）の信徒に対して、家族が専門家の指示に従い、拉致監禁し、脱会説得すること。全国弁連は保護説得であると主張し、文科省は監視であると主張している。
統一教会信徒側が刑事告発をしてもいずれも不起訴になっている（#警察・司法関連参照）。民事訴訟では、損害賠償を命じた確定判決（#脱会に至らなかった信者の証言参照）や「自由を大きく制約した」ことを認定した最高裁判決や複数の認定例がある。一方、原告が敗訴して拉致監禁されたとの主張が認められない事例も多々存在している。

## 概要

### 統一教会や信徒の主張
統一教会の信徒は、1970年前後から拉致・監禁、強制棄教の対象となっており、犠牲者の会による公表では、4300人以上が被害を受けたとされているが、後藤徹氏曰くこの数値は連絡無しに教会に来なくなった人を含む値であり、真の拉致監禁被害者数は不明となっている。信者の親族らが、子息を説得しようと、一部のキリスト教会指導者に相談したり、プロの脱会業者の示唆や教習を受け、信者を拉致し、棄教するまで監禁した。これは、数か月、数年と継続し、最長では12年5か月という例がある。この為、信者は、精神的・肉体的苦痛を経験し、後にPTSDを発症したり、自殺、脱出の際の転落や負傷、強制離婚、記憶喪失、性的嫌がらせ、強姦、家族の不和などの被害があったと報告されている。
これには、統一教会に反対する弁護士組織も加わっており、棄教した元信者に、統一教会を告訴する方向へと誘導し、一連の裁判を起こすことで、彼らの収入としてきた。このループが長年の間、システム化されており、業者は、講習料や会費として、親からの謝礼金などを受け取り、継続的収入を得ることでビジネス化していた。また、特定のキリスト教会指導者は、新しい教会員を増やすという利点も得ていた。これは、強制棄教ネットワークとも言われている。
教団の発表によると1999年の監禁裁判闘争以降、拉致監禁は減少しており、2016年からはゼロ件となっている。また、「エホバの証人」などの信者にも被害者がいる。

### 拉致・監禁は存在しない、または保護説得であると主張する側の見解
メディア報道に煽られた父兄が、若者の将来を心配し、キリスト教会牧師や弁護士に相談し、「監禁しなければ脱会できない」など教唆や指導を受け、これは、長年「保護説得である」と表現、主張された。「親は対話のために、子どもが逃げることができないような環境を設定せざるをえなくなる。」と説明されている。これは、長く、家族による保護説得であるとして、警察にも家庭内の問題として、介入しないように指導されていた。

### 第三者による事実認定
この件は、長くマスメディアでは報道されず、注目されなかったため、「拉致監禁の実在を確認、認定している客観的な人権団体は存在しない。統一教会の主張にすぎない。」また、「統一教会を正当化するための拉致監禁キャンペーン」「解散命令回避のためのプロパガンダ」とも言われてきた。近年では、「ひきこもり」であったとの言説もある。ところが、安倍元首相事件後、統一教会問題が取りざたされるにつれ、拉致監禁被害も、徐々に注目を受けることになった。
一方、第三者として、国際NGO団体「国境なき人権（HRWF）」が、日本にて調査を行い、その結果は、2012年に報告されており、日本の「棄教を目的とした拉致と拘朿」の実在は、明確に認定されている。
国連の自由権規約人権委員会（United Nations Human Rights Committee）の2014年の報告では、日本に関する報告で、拉致及び強制による改宗離脱について述べられており、これは外務省ホームページの「自由権規約人権委員会による日本審査の最終報告書」に掲載されている。また、米国国務省により、毎年、公表される世界各国の国際宗教自由報告書の中で、1999年より、同問題が度々言及されている。

## 経過

### 1970、80年代
- 1978年に、宮本顕治日本共産党委員長が、「統一教会との全面戦争」を宣言した[22]。

- 同年、弁護士、政治家、牧師、メディア関係者が連携し、「（統一教会関連の）原理運動を憂慮する会」が発足、浅見定雄、川崎経子牧師（日本基督教団）が統一教会の反対運動を開始した。

- 1987年に、スパイ防止法成立阻止の目的で、社会党、共産党系の弁護士により「全国霊感商法対策弁護士連絡会」（全国弁連）が結成された[23]。

- 1988年、日本基督教団が教団を上げて反統一教会活動に取り組む決議を採択した[24]。

### 1990年代
統一教会では、1992年に合同結婚式を挙行し、それがメディアで大きく取り上げられたことで、1992年には、最大数の375人、翌年には360人の拉致監禁が発生したと主張している。

### 2000年代
2011年に、後藤徹が、12年５か月の監禁を民事訴訟で提訴した。
後藤徹著「死闘 監禁4536日からの生還」 の終章にはこう記されている。
「私の裁判における2015年の最高裁判決以来、信者が拉致監禁される事件はほぼなくなった。しかし、完全になくなったわけではない。2021年1月、20代の青年信者が神奈川県の自宅に約1カ月間監禁され、２階にあるトイレのルーバー窓を取り外して脱出するという出来事があった。このほか、2024年1月に都内で20代の青年信者が監禁下で脱会説得を受け、強制的に信仰を棄てさせられた被害が報告されている」
2025年2月10日午後１時より、拉致監禁・強制棄教の被害者で、世界平和統一家庭連合の教会員である後藤徹が自身の壮絶な体験を記した自伝の出版記念講演を行った。後藤徹がメインスピーチを務め、家庭連合の田中富広会長がゲストスピーカーとして登壇した。

## 拉致監禁マニュアル
拉致監禁を保護説得として推進するマニュアル本は、多数発行されている。以下は、その要約である。
まず、親が、プロや牧師の教習を受け、理論や手段のマニュアルを学習し、監禁の場所などを準備した上で、時期を見計らって行動する。親戚などの手も借りて、騙して教会員をおびき出したり、路上で待ち伏せをし、車両に多数で連れ込む。監禁場所は、逃走を避ける目的で、人里離れた場所であったり、住宅の高層階であったりする。所持品を取り上げる。多数による圧力や罵声をかけて、既に脱会した者も説得に参加し「脱会しなければ永遠に監禁させられる」という恐怖心を与える。監禁場所には、あらゆる場所に施錠をし、いつも誰かが監視している。中には、手錠をかけられたり、鎖でつながれた例もあった。
一旦、脱会の意思を表明すると、偽装脱会でないかを試す為の「踏み絵」とも言える行動を強制させられる。教団への献金返還訴訟に加担させられたり、メディアで教団を糾弾させる。他の信者やその親の住所等を聞き出させる。他の監禁者への監視に加担させられる。女性の場合は、教義を捨てたかどうかの検査として、性的嫌がらせの対象となった例もある。
「デプログラミングには、強制的な『拉致・監禁・鉄格子・鎖』といった手法がもちいられる。」と、1994年版キーワードにも記されている。

## 拉致・監禁の推進者と被害者数

### 推進者
森山諭牧師（日本イエス・キリスト教団、荻窪栄光教会）は、1966年から強制棄教を開始した。1967年に、朝日新聞に「親泣かせの『原理運動』」という記事が掲載されたことから、親たちの不安が高まり、森山諭牧師を始めとする牧師たちへの相談が増加した。こうして、強制棄教を手掛けるキリスト教牧師のネットワークが形成され始めた。 1976年には、森山諭牧師が、セミナーを開催し、監禁説得の方法を伝受した。「47人が全国から集まり、森山諭師の指導を受けた」という。

### 組織性
80年代になると、統一教会に反対する団体が、いくつか組織化された。その中で、プロテスタントの国内の組織では最大教団の日本基督教団は、86年以降、教団あげて「統一教会員の救出」に取り組んでいた。86年11月に総会で、統一教会に対する声明を発表した。さらに 1988年の総会で「統一教会問題を宣教課題に」と決議し、1993年に「統一教会が消滅するまで活動を継続する」と声明。以降、家族の相談に対応するため、全国16の教区に相談窓口を設置した。97年に、西尾教会(愛知県岡崎市)の杉本誠は、「基督教団に属する3000人近くの牧師の内で、少しでも救出に関わったことのある牧師は200人ぐらいいると思う」 と語っている。この牧師達の中で、知られているのは、黒鳥栄牧師、清水与志雄牧師、川崎経子牧師等である。
また、「原理運動対策キリスト者全国連絡協議会（原対協）」（原理運動は、統一教会の活動に対する名称）の発足会（1987年10月）が、東京・八王子にて催され、各地の様々な教派のキリスト教会関係者など15名が参加した。この中には、森山諭、松永堡智、浅見定雄、船田武雄、高澤守牧師等がいた。この中では、脱会強要マニュアルが発表された。「原対協 が、日本基督教団新宿西教会や荻窪栄光教会 を利用して会合を開き、全国からの牧師が自費で参加していた。」という。また、高澤守牧師は、「同協議会の会員数は40人ぐらいで、年2回ほど必要に応じて会合がもたれ、東京で行うときは日本基督教団新宿西教会のフロアで行い、話し合いが行われていた。」と言っている。後に、原対協は、 全国霊感商法対策協議会 に名称を変更し、2000年代まで活動が続いた。例としては、札幌にて、宮谷泉牧師は、パスカル・ズィヴィ(フランス人)の元で、10年間拉致監禁を行った、としている。この中で、「6か月もすると精神崩壊する子が多くて大変だ」と述べている。
拉致・監禁には、キリスト教会の指導者の他に職業的に行う脱会屋が存在していた。職業的脱会屋として、宮村峻、田口民也、パスカル・ズィヴィ、戸田実津男などがいた。

### 被害者数

#### 実行者側の言
- 拉致監禁については、実行幇助者の牧師、脱会業者の言などによる推計がある。推計では、宮村峻1000人以上[37]、森山諭牧師800人[43]、船田武雄牧師800人[43]、高澤守牧師500人[44]後には計800人[45]、杉本誠牧師500人[46]、村上密牧師助手約400人[47]、他、200人台で、高山正治牧師、後藤富五郎、尾島淳義等で、以上だけでも4000人となる[48]。他、和賀真也400人[49]、浅見定雄教授は何百[50][51]、　他、100人台多数。

- 拉致監禁に関する専門ジャーナリストの執筆によると、「2004年当時、信者の脱会活動に関わっていた、ある牧師は、次のように述べました。『私が保護説得（拉致監禁）したのは230人です。MさんやFさん（いずれも牧師）は、それぞれ800人はやっている。すべての牧師を合わせれば、最低でも5,000人はいるでしょう。[33]」と記述されている。
- このような推進者達は、10～40年ほどの実行をしており、年々、その数は増しており、それを実績として語るようになっている。

#### 被害者側の公表[52]
統一教会側では、約4300人が拉致監禁され、その3分の1が戻ってきた、としている。また、約４千人の名簿を保管している。教会側の判断では、突然行方不明になった例で、後に脱会届を送付してきた場合を強制棄教者としている。

### 金銭関係

#### 調査機関による報告
欧州の国際人権NGO「国境なき人権」の調査報告（2011年）では、信者の拉致監禁の金銭関係の報告がある。この中には、多々の例で、脱会にかかる処々の費用として、4百万から1千万と試算されている。例では、ある祖母からは、「両親に478万円をだしてあげた。」という証言を得ている。また、エホバの証人の信者の場合、被害者の言葉として、1万ドル相当（約132万円）という額が、日本支部にて記録されている。ある場合は、宮村峻が受取る謝礼の相場は、400万（報告では、4万ユーロ）などの証言が得られている。

#### 裁判における証左
2011年提訴の後藤徹（後述）裁判では、全国弁連の弁護士の陳述書で、「当時概算した結果、大体毎月300万円くらいの金額を宮村氏は得ていることがわかりました。内訳は、これから脱会説得を行う順番待ちの人が200人で、毎月200万円（父兄から納入される会費）。残りの100万円が支援金、謝礼金です。会計報告がなされていないこともわかりました。」と記述されている。 この件では、刑事は、後藤の経費について、「家族は、これまでに一億円もかかった、これ以上の出費はできないから追い出した、と供述していた 。」と語ったという。
広島夫婦拉致監禁事件（2014年）の裁判（2020年判決）では、「説得を行った高澤守牧師の口座には、被害者の父兄からの振込が、実行前に合計300万がなされていた」と認めている。

#### ジャーナリストによる記述
米本和広の著作によると、「黒鳥栄牧師(戸塚教会)の発言で、（父兄は）『子供取るか、財産をとるか』と選択を迫られた。また、「父兄を4、5年に渡って講習に通わせることで、ある父親は『情報を小出しに与えながら、上手に商売をしている』」と言い、これを試算すると、「これを同時に２０数人の父兄が参加すると、３千万以上になる。」と記述している。また、清水与志雄牧師（太田八幡教会）の場合は、父兄が「『謝礼はと聞く』と、『１００万払った人もいた。』」と相場を自ら示唆していた。「清水が、説得した人の数は、５０人以上にのぼり、１件当たり、少なくとも２０万円とすると、合計で１千万になる。」「これらは、領収書の無い金銭授受で、税務申告はしていないようであった。」という。

## 拉致監禁の実例

### 脱会に至らなかった信者の証言

#### 精神病院や施設が利用された例
不安に駆られた親が、第三者に監禁を頼んだ例。
- 美馬秀夫(当時29歳)は、徳島市で会社員であったが、1979年暮れ、親戚の家に招かれた時、待っていた父親に手錠をかけられ、脳外科医師であった弟の麻酔注射をされて、車で東京の久留米が丘市の精神病院に運ばれた。病室は、鉄格子のある部屋で、毎日、強制的に注射を打たれ薬剤を飲まされた。「全国原理被害者更生会」の後藤富五郎会長が病棟に現れ、棄教を迫った。教会側が、東京高等裁判所に人身保護請求を申請したことで、高裁は、翌年3月4日解放を命じる判決を下し、87日間後に、他に強制収容されていた3人と共に解放された。その後も、薬剤の影響で体調不良の期間が続いた[64][65]。少なくとも6人がこの病院に強制入院させられていた[43]。東京地裁は、美馬事件の民事訴訟で、1986 年2月、落院長に250万の損害賠償を命じた[66]。
- 吉村正(当時28歳)は、1987年に、京都の病院を出たところで、父親を含む５人の男に拉致された。手錠をかけられ、名古屋の飛行場まで連れていかれ、小型飛行機で札幌まで移送された。そこから、鉄格子の付けられたアパートに監禁された。それは、戸田実津男が会長の北海道の「憂慮する会」が営む監禁用の私設収容所であった。教会側は、人身保護請求を出したが、戸田会長は、共産党系弁護士122人を動員し裁判所に圧力をかけて、結果の延長を図った。彼は、76日後に自力で脱出した[67][68]。吉村は、他の4人と共に戸田を刑事告訴したが、彼は、刑法に触れるものと自覚し、謝罪文を書いて、告訴の取り下げを図った[69]。

#### 家族が教唆により監禁した例
前記のような施設などで監禁することが法的に難しくなった為、家族が指導を受けて監禁するようになっていった。
- 後藤徹は、兄妹と共に教会員であって、大手建設会社で働いていたが、まず、兄が、宮村峻に教唆された父によって、拉致監禁の上、脱会させられた。父と兄は、妹を同様に脱会させた。後藤は、1987年と1995年の2回にわたり拉致監禁され、新潟で松本堡智牧師により説得を受けた。また、東京のマンション高層階に監禁場所が移ると宮村峻によって多数回説得を受けた。兄は宮村の元で鞄持ちのように働いており、脱会者の兄嫁、妹も加わり家族により虐待を受けた。この監禁は、2008年2月に、食事制限が原因でやせ細ったまま放逐されるまで、12年5か月に及んだ[8]。その後、栄養失調、筋力低下、廃用性筋萎縮の為、５０日間の入院となった[70]。2008年4月、後藤は、監禁した家族や宮村孝などを刑事告訴したが、2009年12月に検察では不起訴とした[71]。この訴訟においてルポライターの米本和広は、教会に問題があるからといって監禁していいという理由にはならないとする陳述書を提出している[72]。後の民事訴訟では、最高裁で、被告らの責任が認められ賠償する結果となった。

- 小出浩久は、統一教会系医療施設で働いていた医師で、1992年6月、実家に呼ばれた時に、親族20人ほどに囲まれワゴン車に乗せられて拉致された。両親は、日本イエスキリスト教団荻窪栄光教会の森山諭牧師の指導を仰いでいた。その牧師の弟子である宮村峻により、東京のマンションで説得を受けた。勤務先からの「人身保護請求」が、東京高裁で認められたことで、７月、松永堡智牧師の手配で、新潟県に準備された監禁場所の数か所を転々と移動させられ脱会説得を受けた。1993年６月頃、彼は、精神的に追い詰められ、脱会を装ったが、「踏み絵」として、他の信者の脱会説得、監禁・施錠の手伝い、全国弁連の山口、紀藤弁護士を通しての勤務先の告訴等の一連の拉致・監禁システムを経験させられた。約２年間の監禁の後、1994年4月から共産党系の病院を紹介され勤務していたが、自力で脱出した。その期間、7月に、有田芳生の紹介で文春の取材を受けたり、9月5日、宮村の紹介によりTBSの取材を受け報道特集で偽の証言をさせられるなど、宣伝に利用された[73]。1993年に有田芳生と面会した時に「一年間も閉じこめられていて、よく耐えられましたね」と強制棄教を承知していたと思われる言葉をかけられたと証言しているが、有田は発言を否定し、監禁されているようには見えなかったと返答している[74][30]。
- 1992年6月7日、統一教会の鳥取教会において、鳥取県警の元警察官や税務署職員、興信所所員、神戸真教会関係者等、約20名が、教会にスタンガン、鉄パイプ、チェーン等を持って押し入り、教会員4名を負傷させ、教会員の冨澤裕子（当時31歳）を拉致した。元警官は、父親で、そこには、母親が訪問中であり、10人ほどの教会員がいた。冨澤は、用意してあった自動車に押し込められ、4,5人で連行された。以降、何か所かのマンションに監禁され、棄教を迫る暴行・脅迫が行なわれた。家族らは、翌98年8月30日に、冨澤が、棄教を表明するまで監禁した。この件は、後に民事裁判が行われ、両親と幇助者の高澤守牧師が損害賠償を命じられた[75]。この事件は、2000年4月、衆議院決算行政監視委員会第三部会において、桧田仁衆議院議員が、「この者達が何ら逮捕されていない・・・」と質問し、林則清掲示局長が返答をした[76]。

### 脱会信者の証言
- 元・新体操選手の山﨑浩子は、統一教会の合同結婚式で婚約者となった男性の家族と自身の姉夫婦の顔合わせをした後、母親の一周忌の段取りのため訪れていた叔父から別の場所での話し合いを提案され、統一教会から聞かされていた拉致・監禁だと感じつつも了解しあるマンションに連れて来られた[77]。「（姉たちが拉致・監禁をするなんてー）到底信じられないような思いだった。反対派に強く影響された親族は、、、私はたまらなくなって泣きわめいた。逃げることはできない。」と後に記述している[77]。信者でもあった山崎の親友によると、統一教会は山崎の失踪後、百人ほどで奪還を図ったが失敗に終わったという[78]。母親の一周忌の日、涙ながらに説得する姉の真剣さに打たれた山崎は翌日から元信者でもある牧師の説得を受け始めた[77]。その牧師は、杉本誠で、愛知県岡崎市の西尾教会の牧師。山崎浩子の脱会説得をした牧師として知られるようにになった。この説得では、神学者でも難解な自然神学論争に関連したハンフリート・ミュラー著『福音主義神学概説』が利用された[79]。その後、山崎は記者会見ですべてが間違いだったと認めるとともに脱会を表明し、男性との婚約も解消した[78]。

### 精神的後遺症
- 2013年7月、米国心理学会（APA）第121回年次総会で、石崎淳一教授による拉致・監禁、強制棄教の被害にあった信者のPTSD（心的外傷後ストレス障害）発症についての研究が公表された。日本全国の拉致・監禁被害者400人へのアンケート調査では、「直後では約72%が症状を示し、現在でも12.5％に上ることが判った。」「これらの結果が示唆していることは、棄教目的の強制的説得は、大きな精神的衝撃をもたらすものであり、深刻な精神的危害をもたらす結果になる可能性があるということだ。[80]」と結論付けている。

- 米本和広著『我らが不快な隣人』には、拉致監禁後、重度のPTSDを患った３人の女性の件が取り上げられている[60]。

## 警察・司法関連

### 警察の対応
「親子間の問題」と主張され、家族側に協力する事が多かったとされる。

### 主要な裁判事例

#### 後藤徹裁判
2015年9月、最高裁第3法定は、職業的改宗活動家らの上告を棄却し、東京高裁における2014年1月判決を認める控訴審判決を下した。これにより、拉致監禁は、「家族といえども違法である」「共同不法行為責任を負うべき」として、総額2200万円で、宮村峻1100万円、松永堡智牧師440万円と他、家族が、原告に支払うよう命じた判決が確定した。
広島夫婦拉致監禁裁判
2020年11月27日、広島高等裁判所が、拉致・監禁の不法行為を認定し、一審の判決を認め、控訴審判決を下した。これは、40代の夫婦で、小学生以下の子供2人がいたが、2014年７月、家族が、神戸真教会の高澤守牧師（捜査中の2015年自殺）と青谷福音ルーテル教会の執事の指導の下、別々に拉致監禁し、脱会強要を主導した件。6日後に、警察へ通報したことで解放された。
対鈴木エイト訴訟
2023年10月4日、後藤徹は、東京地方裁判所に、鈴木エイトのX（旧Twitter）等での発信で、後藤徹の拉致監禁について、「ひきこもり」「どうでもいいです」等の発言をしたことで、名誉棄損の不法行為として、慰謝料1100万円の損害賠償を求め提訴した。2025年1月東京地裁にて一部名誉毀損が認められて、鈴木エイトに11万円の損害賠償の支払い判決が下された。

## 国会における質疑応答、他

### 2000年
2000年（平成12年）4月20日、檜田仁衆議院議員が、 第147回国会　衆議院決算行政監視員会第三部会にて、人権侵害・信教の自由に関する質問を行った。その中で、「昨年のアメリカ国務省国際人権報告書1999年版に、警察が組織的に拉致、監禁、暴行等傷害事件を何ら救済をとらないばかりか、取り締まりをしないという報告がされて、日本のこの例が報告されて、日本の警察が国際社会からも信用を失墜しかねない、極めて重大な事態になっております。」「 拉致、監禁、暴行、傷害罪など刑事罰行為に触れる行為は、罪に問われないという例外がございますか。例えば、親子や夫婦なら問われないということがございますか。」 「拉致・監禁この問題は実は20年来、1年間約300人程度が組織的に、親の気持ちとは別に拉致監禁している集団があるからだ。この組織的拉致監禁集団は、一部の牧師などが組織的に全国でやっている。ある意味では、国家に対する、警察に対する重大な挑戦と思うが。」と問いかけた。
それに対し、警視庁、 田中節夫長官は、「全国の幾つかの県警察におきまして、統一教会の信者から被害申告あるいは相談がなされたということは承知をしております。」 「信教の自由及び法のもとの平等について、警察活動がこの憲法の規定を損なうようなことがあってはならないことも当然だ。」「拉致監禁、暴行傷害などの事件については、たとえ親子、親族間であったとしても、例外なく法の下で厳正に対処する。」と返答した。 

### 2024年
2024年3月12日、浜田聡参議院議員が、参議院総務委員会にて質問をし、各機関代表が回答した。「もう一つの被害者を挙げたいと思います。 それは旧統一協会の信者を脱会させるために、強制的に拉致監禁などをして、強制的改宗をさせられた被害者の存在です。 」「 こういった拉致監禁は家庭連合の方によると4,300人とのことでありますが、政府の把握しているところを教えていただければと思います。」 これについては、小林万里子文化庁審議官は、返答「差し控える」とした。
続いて、「12年5ヶ月という長期間監禁された被害者の方の存在についての見解をお伺いしたいと思います 。」という質問に、本田顕子文部科学大臣政務官は、「個別の件については差し控える」とした。NHKに対しては、「NHKは脱会屋による拉致監禁を報道すべき重要事項であると考えるかどうか、伺いたい。 」との質問がなされた。日本放送協会山田勝美専務理事は、「回答を差し控える」と答えた。

### 他、国会議員関連
2010年12月3日、青山丘・元衆議院議員が『全国拉致監禁・強制改宗被害者の会』主催の決起集会に参加。民主党の吉田公一衆議院議員と国民新党の下地幹郎衆議院議員の公設秘書が請願書を受け取った。吉田は陳情書を受け取った事を有田芳生がブログで非難した事について、”「信教の自由」は自由権的基本権の根幹であり、民主主義制度の骨格を貫く基本的な人権だと認識している。もちろん、いわゆる「霊感商法」に関しての有田議員のご主張は承知している。私も同じ立場である。”と述べている。また有田が議員が陳情書を受け取るのは党規違反だと指摘した事については党国会対策委員会と幹事長室の了解を得ており、また党の方針として議員個人が請願を受けることに許可は不要と反論している。また有田は、この陳情のために国際勝共連合幹部が自民党議員などに依頼していたと述べている。

## 国内外の諸機関、団体による公表

### 国連
2014年、国連の自由権規約人権委員会（United Nations Human Rights Committee）は、日本を含む条約締結国すべての人権状況を審査するが、7月24日に公表された日本に関する報告では、拉致及び強制による改宗離脱について述べられており、外務省ホームページの「自由権規約人権委員会による日本審査の最終報告書」に掲載されている。
「21．委員会は，新興宗教への改宗者に対して，その家族の構成員が改宗離脱のために本人を拉致・監禁しているという報告について懸念を有する（2条，9条，18条，26条）。締約国は、すべての人に対し、自らの宗教若しくは信条を保持し、又はこれを選択する自由を強制的に侵害されない権利を保障するため、効果的な措置をとるべきである。」
フランスのパトリシア・デュバル弁護士が国連機関に提出した報告書「日本　統一教会を根絶するための魔女狩り」（要約・本文）（英語・日本語訳）が、2024年9月22日に、 Bitter Winter などに掲載された。

### 米国国務省
毎年、米国国務省により、公表される世界各国の国際宗教自由報告書の中で、1999年より、同問題が度々言及されている。
- 2011年公表　「数年前から、洗脳解除師（ディプログラマー）らが家族と協力して、統一教会の信者や他の少数派宗教団体の信者を誘拐していると報じられている。報告件数は1990年代から大幅に減少しているが、非政府組織（NGO）の国境なき人権インターナショナルが12月に発表した調査では、統一教会の信者の誘拐や洗脳解除は今も起きていると主張している。[18]」
- 2013年公表　「宗教的所属、信仰、または実践に基づく社会的虐待または差別の報告がありました。」「統一教会（UC）信者が関与する「脱洗脳」事件の報告件数は1990年代以降大幅に減少しているが、NGOの国境なき人権インターナショナルは、統一教会信者の誘拐と脱洗脳は引き続き発生していると述べた。統一教会は、教会信者が誘拐された3件の事件を報告した。統一教会信者は、信者が「行方不明」になった後、信者の家族の家を訪れ、警察に通報した。3人はその後再び姿を現し、教会から脱退する旨の連絡を統一教会に送った。」[19][21]

- 2015年公表　「最高裁判所は、世界平和統一家庭連合（FFWPU、旧統一教会）信者に対し、改宗を説得しようと12年以上にわたり家族から拘束されていたとして損害賠償を命じた下級裁判所の判決を支持した。 FFWPUのメンバーが、改宗を説得するために12年以上にわたり彼を監禁したとして家族を相手取り、民事損害賠償訴訟を起こした。FFWPUは、最高裁判所が9月29日に被告側の控訴を棄却し、2014年11月の東京高等裁判所の判決を支持したと述べた。判決では、被告側は総額2,200万円（18万3,000ドル）の賠償金を支払うよう命じられた。[20]」

### ベルギー人権団体
国際NGO団体を名乗るベルギーを拠点に活動する人権団体「国境なき人権」（en:Human Rights Without Frontiers）は、2010年から日本における統一教会とエホバの証人に対する拉致監禁問題について独自の調査を行ない、2011年12月31日に「日本における棄教を目的とした拉致と拘束」と題したレポートを発表した。その中で国境なき人権は「強制棄教を目的とする拉致の存在を確認できた」と報告し、「警察と司法当局は、成人を監禁下で強制棄教させようとする拉致行為に直接間接に関与した人々を起訴すべきであり、刑事事件化を差し控えるべきでない。」と勧告した。

### 国際宗教自由連合
宗教的偏見や抑圧から人々を守る取り組みを行うとしている統一教会の関連団体「国際宗教自由連合」（ICRF）日本委員会（代表：伊東正一・九州大学名誉教授、福岡県平和大使協議会副議長、世界平和青年学生連合福岡支部顧問）は、2024年12月8日に巡回講演会「日本の信教の自由と民主主義の危機」を東京都内で開いた。同講演会ではトランプ米大統領の宗教顧問を務めたポーラ・ホワイト（en:Paula White）牧師がビデオメッセージを送り、「日本における信教の自由について、世界中で深刻な懸念を引き起こしている」と訴えた。

## 報道
・1980年ー毎日新聞3月5日ー青年が、徳島市から家族に拉致され、東京の精神病院に２か月以上監禁され、薬物を投与された事件で、「統一教会入信の息子を強制入院」「精神障害なし」「両親は釈放を」という見出しで、東京高等裁判所の判決を報道。
・1984年ー朝日新聞は（昭和59年）5月14日の夕刊「ルポ'84」で「信仰切れず、鎖が切れた」と題した改宗拉致の記事を掲載。ある女性は東京都内の大学で勧誘され統一教会系の学生組織・原理研究会に加わり組織の合宿寮から通学。実家に帰らない女性を親が山荘に連れ出し足首を鎖で繋いでいたが、20日後に女性は爪切りで鎖を切断し逃走した。記事を執筆した高木正幸編集委員は統一教会について、家族との関係の変化から起こるトラブルの多さが社会的に問題視される一因とした上で、暴力などで入信したわけではない若者達を強制的に切り離すやり方には、教会を批判している宗教家や学者も否定的だとしている。
- 2011年ー韓国SBSドキュメンタリー動画作製、『統一教会（統一協会）信者拉致監禁事件ーきよみ13年ぶりの帰郷』11月[95]

- 2013年ー月刊『宝島』7月号(5月25日発売)　「短期集中連載宗教最前線」特集、「［統一教会信者“拉致監禁”裁判傍聴記］『保護』か『監禁』か？失われた１２年５か月を求めて」

- 2014年ー『財界ニッポン』11月号、後藤徹裁判を掲載。

- 2022年ーTBS 系「サンデージャポン」9月25日放送でMCを務める太田光が、「今でも拉致して監禁して閉じ込めたりしていろいろ問題が起きている」と発言して、物議をかもした[96]。

- 2023年1月6日、FNNニュース報道で、旧統一教会の主張である、「拉致監禁事件と民事事件の件数は比例している」という件について報じたところ、文化庁の高官が、FNNの役員を呼びつけて恫喝したという。その記者は、文化庁への出入りを禁止された[97]。

## 保護説得とする側の主張
- 郷路征記弁護士は、その著書の中で、「親は対話のために、子どもが逃げることができないような環境を設定せざるをえなくなる。（中略）これらの親の行為をとらえて、統一協会は拉致監禁と批判している。しかし、そのような親の行為は刑法上監禁罪にあたるものではない。」と述べている[13]。

- 山口広弁護士の言では、「よかれと思ってやる家族と、冷静に話し合って、本人も納得して、というプロセスは大変だけど、強制はだめ。入会して活動している本人の気持ちをよく聞いて、対応することが必要です。[98] 」当弁護士は、後藤徹裁判で、宮村峻の弁護を担当した。
- 紀藤正樹弁護士は、後藤徹拉致監禁事件裁判について、「失われた30年の問題で、社会がきっちり向き合っていれば、このような問題は起こらなかった。」とTV番組で語っており、このような事例があったことを認識している [99]。

## 統一教会創設者の主張
- 1983年11月25日　シカゴマリオットホテル

「このように、当初からレバレンド・ムーンと統一運動は、宗教の領域だけでなく、政治、経済、文化、科学、技術、言論、教育の領域で、途方もない誤解と非難、迫害と試練に耐えてきました。私たちは一般大衆と為政者から社会全般にわたって、反対と迫害を受けてきました。
ある意味では、全世界のすべての人々に、直接、または間接的に統一運動の運命に対して責任があります。しかし、世界的な反対は、特に共産主義者たちによって利用されてきました。共産主義者たちの標的には、いかなるものにも、レバレンド・ムーンの名前がついています。
これまで、ほとんどの人たちが、統一運動について正しく理解することは非常に困難でした。人々が私たちに関して見聞きすることのほとんどは、反対者たちが数年間、吹聴してきたうそと扇動的な非難でした。統一運動とレバレンド・ムーンに関して、人々が信じやすいのは、ただ単に、昔、捏造された流言飛語の繰り返しにすぎない言葉でした。 
「うそも百回繰り返せば真実となる」というレーニンの教えに従い、共産主義者たちは人々に確信を与えるために、同じ偽りのうわさを繰り返し続けてきました。例えば、過去十二年間、日本共産党は彼らの宣伝機関紙である「赤旗」と彼らの出版物に十六億枚の反統一運動の記事を印刷しました。それは日本の国民一人当たり十六枚に相当する悪意に満ちた宣伝でした。
これは私たちの運動を破壊しようとする共産主義者たちの陰謀の中の一つにすぎません。反統一運動の宣伝は、中国、北朝鮮、東ドイツ、ソ連、キューバ、ニカラグア、リビアとその他の国々からも絶えず流れ続けています。このような偽りの宣伝は、公務員、政府指導者、知識人、宗教指導者、言論媒体と一般大衆に浸透しています。そうして、人々が歪曲された内容を数えきれないほど聞くようになり、結局、それが事実であると信じるようになるのです。
しかし、最も下品で卑しい行為は、統一運動に参加している人に対して非人間的処置を行う、いわゆる「ディブログラミング(脱洗脳)」というものです。それは共産主義者が協力していることは明らかです。人権の擁護者である裁判官と裁判所は、しばしば基本的な宗教の自由の権利を侵害することに協力することがあります。皮肉なことに、その権利の侵害は、人権と宗教の自由を最も声高に叫ぶ国家で発生しているのです。
ディプログラミングに使われる方法は、共産主義の政治犯の収容所で施行される方法と同じです。ディプログラマーたちは、少数派宗教の信仰をもつ人を監禁するために、親や親戚を利用して精神病院に委託したりもしました。その他の典型的なディプログラミングの手段としては、拉致、不法監禁、暴力、精神的な脅迫、睡眠妨害、 アルコールと麻薬使用への誘引、性的誘惑と強姦などが含まれています。
このような脅迫と嫌がらせ、手練手管により、職業的ディプログラマーたちは信仰を捨てるように強要します。多くの人々が、このような犯罪行為によって、肉体的にも、精神的にも傷つくようになります。
私の愛する多くの人々が、その信仰と理想ゆえに苦痛に遭うのを見るときに感じる私の深い悲しみを、皆様は想像すらできないでしょう。信じられないことに、ディプログラマーたちは、自分たちの行っている方法を私たちが使っていると言って非難しています。皆様は、なぜ共産主義者たちがレバレンド・ムーンと統一運動に対して、そのように敵意と恐れを抱いており、なぜ彼らがそのように命懸けで私たちを破壊しようとするのか、不思議に思われるでしょう。
皆様も御存じのように、共産主義の究極的目的は、無神論的唯物論の旗のもとに、全世界を征服し、共産党独裁を実現することです。実際に、労働価値説、剰余価値説、弁証法的唯物論、史的唯物論のようなマルクス理論は、真理と正反対であり、暴力革命を正当化するために主張されたものです。今まで、共産主義の恐るべき実体を克服できるものが何一つとして存在しませんでした。
しかし、「統一思想」は共産主義の虚構を暴露しています。彼らはこのような事実を知っているので、統一主義を根源的に根絶しようとしているのです。共産主義者たちは、自分たちの正体を暴露するすべてのものに対して恐れを抱いています。」

### 拉致監禁を受けたとの主張が認められなかった事例
1. 東京高裁棄却[100]。最高裁棄却[101]。
2. 東京地裁棄却[102]。
3. 横浜地裁は原告のいずれの請求も認めず、2004年8月に原告の請求を棄却した[103]。原告は控訴したが、同年11月、東京高裁は原告の請求を棄却した[104]。